# Centrale di tiro Mod. Borletti-Galileo-San Giorgio

La colonnina di punteria, cuore della centrale

La centrale di tiro Mod. Borletti-Galileo-San Giorgio o centrale di tiro B.G.S. è una centrale di tiro italiana impiegata dall'artiglieria contraerea del Regio Esercito e della Milizia Volontaria per la Sicurezza Nazionale durante la seconda guerra mondiale e rimasta in servizio con l'Esercito Italiano nel dopoguerra.

## Storia
La centrale B.G.S. entrò in sviluppo nel 1940, entrando in servizio nel 1943 per sostituire la centrale di tiro Mod. 1940 "Gamma", in modo da sfruttare al meglio le prestazioni del potente cannone contraereo 90/53 Mod. 1939, nonché per servire l'ancora valido 75/46 C.A. Mod. 1934. Predisposta per integrare il radar tedesco Würzburg D, denominato RDT Volpe presso il Regio Esercito, solo poche centrali ne fecero uso nella difesa dell'area industriale di Milano nel '43.
La situazione, ancora a metà 1943, era comunque del tutto insoddisfacente: delle batterie DICAT da 90, al 20 giugno, 69 avevano centrali di tiro di ripiego come le ancora valide ma oramai un po' insufficienti Gamma, i tavoli previsori Mod 37 o tavolette Scano-Binaghi, e 41 addirittura non avevano alcuna centrale di tiro. C'era solo una BGS assegnata alla scuola MACA di Nettuno, e altre sei erano in corso di consegna ai reparti. Questa era la situazione ancora al 20 giugno 1943. Dei telemetri regolamentari da 4 metri, solo 31 batterie li avevano, altre 34 ne avevano di ripiego e addirittura 45 non avevano nessun telemetro. Peraltro pochi giorni dopo venivano segnalate 23 centrali BGS consegnate, ma tra queste e le Gamma solo 34 centrali erano assegnate ad alcune delle oltre 100 batterie da 90/53 disponibili all'epoca, mentre almeno i 2/3 delle rimanenti dovevano restare senza sistemi di tiro validi ancora per molto tempo dato che la produzione delle nuove centrali e telemetri procedeva comunque a rilento.
Nel dopoguerra, le B.G.S. rimasero in servizio con le batterie da 90/53 dell'Esercito Italiano fino agli anni sessanta, asservite al radar GL Mk II fornito dagli inglesi.

## Caratteristiche tecniche
La centrale era composta da:
- colonnina di punteria: rispetto alle realizzazioni precedenti, italiane e straniere, la B.G.S. era innovativa anche perché riuniva in un unico complesso il calcolatore elettromeccanico della Borletti di Milano, lo stereotelemetro da 4 metri della San Giorgio di Milano[2] e la colonnina elettroassistita delle Officine Galileo di Firenze, il tutto installato sul pianale di uno speciale rimorchio della Viberti, livellabile tramite martinetti manuali.
- cassetta di smistamento.
- collegamenti:
  - elettrico tra colonnina di punteria e cassetta di smistamento;
  - elettrico tra cassetta di smistamento e pezzi: ad ogni centrale B.G.S. potevano essere asserviti massimo 4 pezzi, ovvero la dotazione standard di una batteria;
  - telefonico tra colonnina e cassetta di smistamento;
  - elettrico tra colonnina e RDT Volpe o radar GL Mk II;
- gruppo elettrogeno.

Il funzionamento generale riprendeva concettualmente quello della centrale di tiro Mod. 1940 "Gamma": il dato della distanza, rilevato con continuità dai telemetristi, ed i dati di direzione ed elevazione, rilevati dai puntatori, venivano inseriti automaticamente o manualmente nel calcolatore elettromeccanico; in caso di impiego con il radar Volpe o GL Mk II, i dati di distanza, azimuth ed elevazione erano trasmessi al calcolatore nella colonnina direttamente dal radar. Il calcolatore fondeva automaticamente questi dati con quelli inseriti manualmente relativi all'estrapolazione (in caso di rotta non lineare del bersaglio) e con i vari parametri atmosferici e relativi al munizionamento, calcolando i dati di tiro, che venivano trasmessi, tramite cavi multipolari, alla cassetta di smistamento e da questa ai congegni di puntamento dei cannoni ed ai graduatori delle spolette. Il pezzo andava così in punteria in modalità automatica, tramite meccanismi elettroidraulici realizzati dalla Riva Calzoni e dalle stesse Officine Galileo asserviti ai congegni di puntamento, oppure in modalità manuale, con i puntatori che facevano coincidere, tramite i volantini, gli indici con i controindici. In caso di emergenza tali dati potevano essere trasmessi ai pezzi per via telefonica direttamente ai capipezzo.
I dati in entrata ed in uscita dal calcolatore erano presentati sulla colonnina da strumentazione analogica, mentre la rotta apparente del bersaglio era rappresentata da un indicatore grafico a pennini e nastro di carta scorrevole.

## Dati tecnici
Dati relativi all'impiego della centrale con munizionamento a spoletta a graduazione meccanica del cannone da 90/53 Mod. 1939:
- distanza di tiro sull'orizzonte con velocità del proiettile uguale a 850 m/s:
  - minima: 1.100 m;
  - massima: 12.000 m;
- elevazione: -10°/+90°;
- velocità del bersaglio per l'inseguimento:
  - orizzontale misurabile: da 0 a 200 m/s (720 km/h);
  - orizzontale introducibile manualmente: da 20 m/s a 200 m/s;
  - verticale: da 15 m/s a 195 m/s;
- parametri inseribili per la correzione dei dati di tiro
  - vento,
  - densità dell'aria,
  - variazione della velocità iniziale dei proietti,
  - temperatura delle cariche,
  - peso del proietto,
  - errore di parallasse: grazie a questa possibilità la centrale poteva essere posizionata fino a 500 metri di distanza dai pezzi, in una posizione quindi più sicura.
- personale addetto: 6 specialisti: 2 telemetristi, 2 puntatori e 2 addetti al calcolatore.